# Pilar Eyre Estrada
Pilar Eyre Estrada   (Barcelona, 13 de setembre de 1951) és una periodista i escriptora catalana.

## Biografia
Filla del pintor gallec Vicente Eyre Fernández i de Pilar Estrada Borrajo de Orosco, Pilar és la mitjana de tres germanes. Les seves germanes es diuen Olga i Georgina. Després d'estudiar Filosofia i lletres i Ciències de la informació, es va dedicar plenament al periodisme, en primer lloc en premsa escrita, col·laborant en diaris com Hoja del Lunes, La Vanguardia, Interviú, El Periódico de Catalunya o El Mundo.
Posteriorment, va fer el salt als mitjans audiovisuals, tant a ràdio com a televisió. Ha estat a través de la pantalla petita com ha obtingut un major grau de popularitat, col·laborant sobretot com a analista i comentarista de crònica social. Des de principis de la dècada de 1990 va començar a col·laborar amb Jordi González al programa La palmera (1991), que s'emetia a Televisió Espanyola. Successivament, les seves aparicions com a tertuliana i entrevistadora habitual, inclouen els espais La máquina de la verdad (1993), amb Julián Lago, Hormigas blancas (2007), amb Jorge Javier Vázquez, ¡Qué tiempo tan feliz! (2010), amb María Teresa Campos, i La noria (2008-2012), de nou amb Jordi González.
La seva relació amb la literatura s'inicia el 1985, quan publica Vips: todos los secretos de los famosos. Finalista del Premi Planeta 2014 amb la novel·la Mi color favorito es verte, història autobiogràfica que explica la història d'amor de maduresa d'una periodista amb un reporter de guerra, a qui coneix tres dies abans que aquest hagi de marxar, el seu segrest i la recerca que la periodista emprèn per intentar retrobar-lo. El desembre de 2015 va guanyar el primer premi Joaquín Soler Serrano de literatura.
El 2025 fou inclosa a la llista Forbes de les «100 dones més influents de Catalunya».

## Obres publicades
- De amor y de guerra (2023) ISBN 978-84-08-27668-5
- Cuando éramos ayer (2022) ISBN 978-84-08-26966-3
- Yo, el rey (2020), biografia de Joan Carles de Borbó, que ha inspirat una sèrie produïda per The Mediapro Studio (Globomedia).[4]
- Un perfecto caballero (2019) ISBN 978-84-0821-561-5[5]
- Carmen, la rebelde (2018) ISBN 978-84-0818-144-6
- Un amor de Oriente (2016) ISBN 978-84-08-16165-3
- No me olvides (2015) ISBN 978-84-0814-586-8
- Mi color favorito es verte (2014) ISBN 978-84-0813-406-0
- Franco confidencial (2013) (biografia intima de Francisco Franco) ISBN 978-84-2334-741-4
- La reina de la casa (2012) (assaig sobre la dona) ISBN 978-84-2333-930-3
- La soledad de la reina: Sofía una vida (2012) (biografia de la reina Sofia) ISBN 978-84-9970-285-8
- María la Brava: La madre del rey (2010) (sobre Maria de la Mercè de Borbó-Dues Sicílies) ISBN 978-84-9734-231-5
- Pasión imperial (2010) (sobre Eugènia de Montijo) ISBN 978-84-9734-932-1
- Ena. La novela (2009) (sobre Victòria Eugènia de Battenberg) ISBN 978-84-9734-910-9
- Ricas, famosas y abandonadas (2008) ISBN 978-84-9734-732-7
- Secretos y mentiras de la Familia Real (2007) ISBN 978-84-9734-585-9
- Dos Borbones en la corte de Franco (2005) (sobre la relació entre Joan Carles de Borbó i Alfons de Borbó) ISBN 978-84-9734-393-0
- Cibersexo (2002) ISBN 978-84-8450-833-5
- Quico Sabaté, el último guerrillero (2001) ISBN 978-84-8307-408-4
- Mujeres, veinte años después (1996) ISBN 978-84-01-39052-4
- Callejón del olvido (1992) ISBN 978-84-264-4902-3
- Todo empezó en el Marbella Club (1989) ISBN 978-84-320-6807-2
- Vips: todos los secretos de los famosos (1985) ISBN 978-84-320-4348-2[2][6]